# 京阪バス

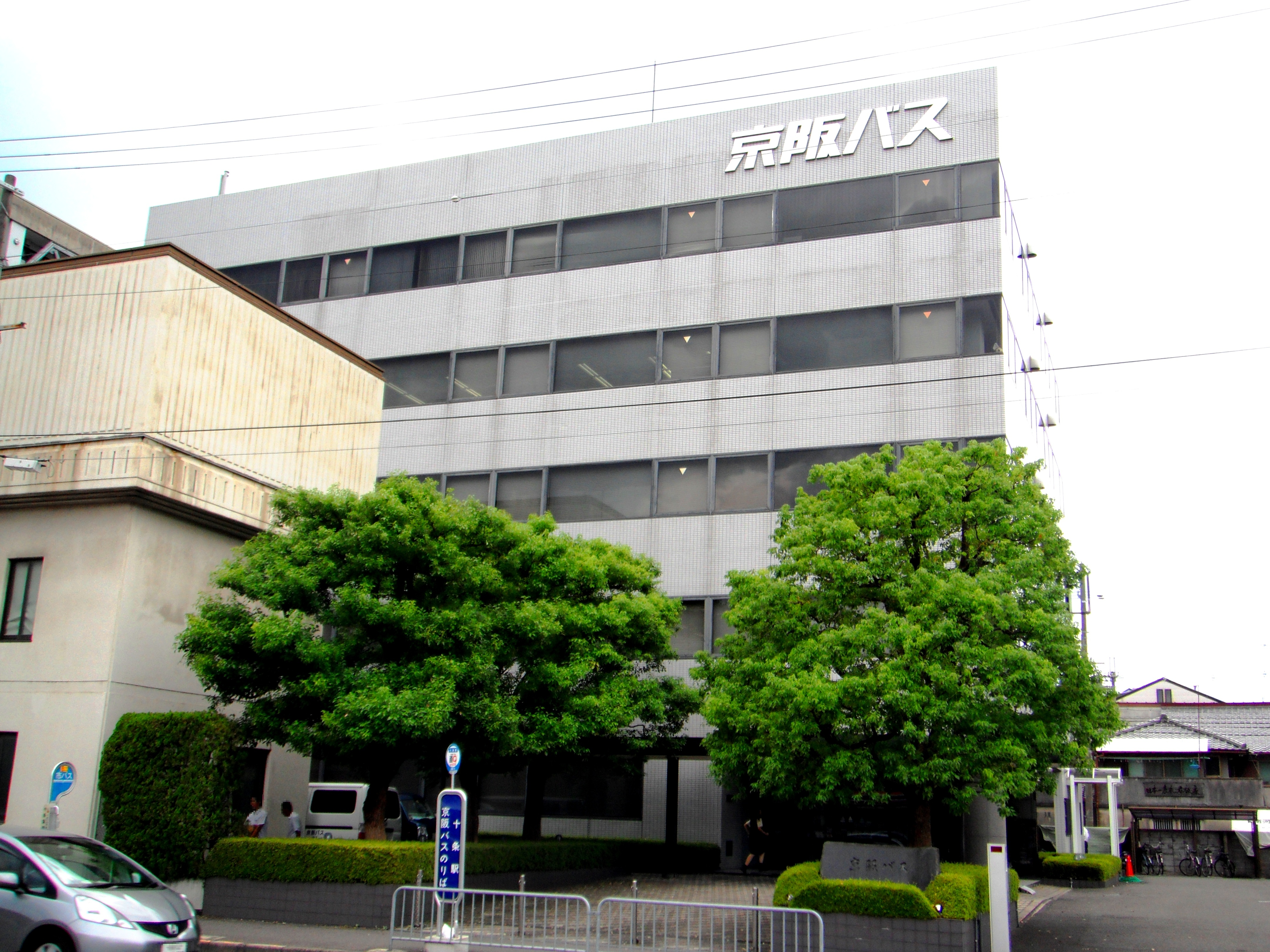
京阪バス本社（京都市南区）

京阪バス株式会社（けいはんバス）は、京都府京都市南区に本社を置く京阪グループのバス事業者である。京阪ホールディングスの連結子会社。一般路線バスの運行エリアは、京阪電気鉄道沿線を中心に大阪府、京都府南部、滋賀県大津市など広範囲に及ぶ。
2006年4月1日付で京阪宇治交通と京阪宇治交通田辺を吸収合併した。本項では、旧・京阪シティバス、旧・京阪宇治交通および旧・京阪宇治交通田辺についても、京阪バスに関連する事項のみ一部記述する。

## 概要
営業エリアは、大阪府内では主に守口市・門真市・四條畷市以北の淀川左岸地域で、親会社の京阪電鉄やJR学研都市線の各駅をターミナルとする路線を運行している。他に、枚方市と淀川を挟んだ高槻市や茨木市を結ぶ路線も運行している。かつては吹田市の一部にも路線を有していた。
京都市内では定期観光バスも運行している。同市内の他、宇治市や八幡市や京田辺市でも路線を走らせていたが、1960年代後半にこれら3市内にあった路線の大半を一旦京阪宇治交通に路線を譲渡して縮小したものの、その後同社とその子会社である京阪宇治交通田辺との合併により、再び両市内の大半が管轄区域となった（ただし一部路線は京阪宇治バス（現・京都京阪バス）へ再移管している）。一方で一部に路線があった向日市より20世紀末に撤退し、21世紀に入ってのごく一時期に再び路線を設定していた長岡京市より2021年に再度撤退している。
また、京都市交通局のバス事業再編により、1997年の京都市営地下鉄東西線の開業に伴い廃止された旧・醍醐営業所（伏見区）などが担当していた山科醍醐地区の路線を当社に移管し、2001年より横大路営業所（伏見区。2011年委託解消）、2005年より九条営業所（南区。2020年委託解消）、2006年より梅津営業所（右京区。2014年委託解消）の一部路線の運行管理を受託していた。なお京都市内のバス路線は京都市営バスの代替路線や並行路線もあるため、一部路線を除き、京都市の敬老乗車証・福祉乗車証、地下鉄・バス一日券が利用可能となっている。
滋賀県内では、山科営業所の管轄となっている藤尾地区・比叡平地区を除き、大津営業所の管轄として大津市中部・南部などで運行している。
2011年3月1日からは滋賀県内の山科営業所・大津営業所管内でも交通系ICカードのPiTaPa・ICOCAが導入されたことで、同社運営の路線バス全路線でスルッとKANSAI対応カード・京阪グループ共通バスカード・PiTaPa・ICOCAが利用可能になった。
2016年4月1日からは交通系ICカード全国相互利用サービスにも対応し、Suicaなども利用できるようになった。翌2017年4月1日からは、ICOCAによるバス乗車ポイント制度を開始した（大阪市健康福祉局と株式会社スルッとKANSAIが共同発行する「大阪市敬老優待乗車証」、神戸市健康福祉局と株式会社スルッとKANSAIが共同発行する「神戸市敬老優待乗車証」「神戸市福祉乗車証」、株式会社スルッとKANSAIが身体障害・知的障害者に発行する「特別割引用ICカード」も対象となる）。

## 営業所など
出典：

### 営業所
大津を除く支所は2024年7月の組織改正で営業所に正式に格上げされたが、同日以降は唯一の他社委託となった大津のみ支所の扱いとなっている（京阪バス公式HP内運輸安全マネジメントの組織図にも大津のみ支所と明記）。
| 営業所名     | 所在地                            | 代表的な管轄路線               | 略称 | 備考                                                                                                 |
| ------------ | --------------------------------- | ------------------------------ | ---- | --- |
| 大津営業所   | 滋賀県大津市石山寺4丁目1番10号    | 大津市内総合線                 | 大   | 近江鉄道との共同運行路線あり 江若交通に運行管理委託 山科営業所の支所                                 |
| 山科営業所   | 京都市山科区大宅古海道町67番地の1 | 四条山科醍醐線・山科北部線     | 山   | 京都バスとの共同運行路線あり 1985年11月30日までは京都営業所（京） 傘下に大津支所（大津営業所）を持つ |
| 洛南営業所   | 京都市伏見区竹田向代町77番地      | 醍醐竹田線・醍醐中書島線       | 洛   | 奈良交通との共同運行路線あり                                                                         |
| 京田辺営業所 | 京都府京田辺市田辺茂ヶ谷20番地    | 樟葉長尾線・山手線             | 田   | 旧・京阪宇治交通より引き継ぎ 2008年5月9日までは田辺営業所（田）                                      |
| 男山営業所   | 京都府八幡市男山雄徳11番地1       | 北山線・くずは線               | 男   | 旧・京阪宇治交通より引き継ぎ                                                                         |
| 枚方営業所   | 大阪府枚方市出屋敷西町1丁目8番1号 | 出屋敷線・枚方尊延寺線         | 枚   | |
| 高槻営業所   | 大阪府高槻市竹の内町70番1号       | 枚方高槻線・枚方茨木線         | 高   | |
| 交野営業所   | 大阪府交野市星田北5丁目55番7号    | 香里団地線・津田香里線         | 交   | |
| 寝屋川営業所 | 大阪府寝屋川市高柳栄町9番5号      | 寝屋川守口線・太間公園点野線   | 寝   | |
| 門真営業所   | 大阪府門真市千石東町17番20号      | 門真団地試験場線・高宮四条畷線 | 門   | |

### 案内所

#### 常設されているもの
- 大津駅案内所
- 石山駅案内所
- 山科駅案内所
- 三条京阪案内所（比叡山線車両などの、駐車スペースが設けられている）
- 京都駅烏丸口定期観光バス案内所（定期観光バスのみ取り扱い）
- 京都駅八条口案内所（高速バス、定期観光バスのみ取り扱い）
- 枚方市駅案内所
- 香里園駅案内所
- 寝屋川市駅案内所
- 守口市駅案内所

#### 臨時発売所
おおむね月始と月末に数日程度開設される。
- 星田駅前定期券・回数券うりば
- 六地蔵駅前定期券・回数券うりば
- 阪急高槻市駅前定期券・回数券うりば

### 過去に存在していた施設

#### 営業所
- 京滋営業所 - 京都府京都市。1952年1月に組織改正で京都営業所と大津営業所（初代）に分割。
- 茨木営業所 - 大阪府茨木市。現在の阪急バス茨木営業所。枚方市駅北口 - 石橋駅と言う長距離系統も同営業所が管轄していた。
- 大津定期遊覧営業所 - 滋賀県大津市、大津駅付近に設置。1966年2月に大津営業所（2代）に移転統合の上廃止。
- 大阪貸切営業所 - 大阪市城東区（現・鶴見区）。1967年4月1日に廃止。
- 淀営業所 - 京都市伏見区。1967年5月9日に廃止。管轄路線は洛南営業所と枚方営業所に分かれて移管されたが、後者移管分については僅か5ヶ月余りで一旦京阪宇治交通に譲渡された（2006年4月1日に同社時代に引き続き男山営業所と当時の田辺営業所との共同管轄路線として京阪バスに復帰）
- 守口営業所 - 大阪府守口市。寝屋川営業所に移転して閉鎖。
- 毛馬営業所 - 詳細は不明。
- 大津営業所八日市支所（末期は八日市車庫） - 滋賀県八日市市（現・東近江市）。1984年閉鎖。
- 横大路営業所（京都市伏見区） 京都市営バス横大路営業所の一部路線の管理受託。2011年3月委託解消。
- 梅津営業所（京都市右京区） 京都市営バス梅津営業所の一部路線の管理受託。2014年3月委託解消。
- 九条営業所（京都市南区） 京都市営バス九条営業所の一部路線の管理受託。2020年3月委託解消。
- 香里団地営業所（大阪府枚方市） - 2022年3月31日廃止。管轄路線は翌4月1日より交野営業所に移管。

#### 案内所
- 国鉄宇治駅前案内所（京都府宇治市。宇治淀線の開通から数年間の設置であった）

## 主な路線
京阪バス及び京阪シティバスの一般路線バスは、基本的に1運行経路1営業所体制となっているが、運行経路の一部に複数の営業所で共同管轄しているものもある。
一般路線やコミュニティバスの詳細は各営業所記事を参照。

### 深夜バス
設定当時は、午前0時以降の出発便を深夜バスとしていたが、現在はおおむね23時30分以降の出発便を深夜バスとしている。
京阪宇治交通時代に設定された樟葉駅を午前0時以降に出発する経路は、歴史的経緯もあり深夜バスとしていなかったが、2019年4月1日の運賃改定とダイヤ改定を機に深夜バス化されている。
なお、運賃は通常運賃の倍額となる。定期券や、京阪バス1dayチケットで一般路線バス・後述する直通急行バスの深夜バスを利用するには差額の割増運賃を現金で支払わなければならない。
2024年10月以降は、枚方高槻線と大津市内総合線のみでの設定となる。
2021年までは、同じく運賃倍額の早バスの設定もあった。

### 高速バス

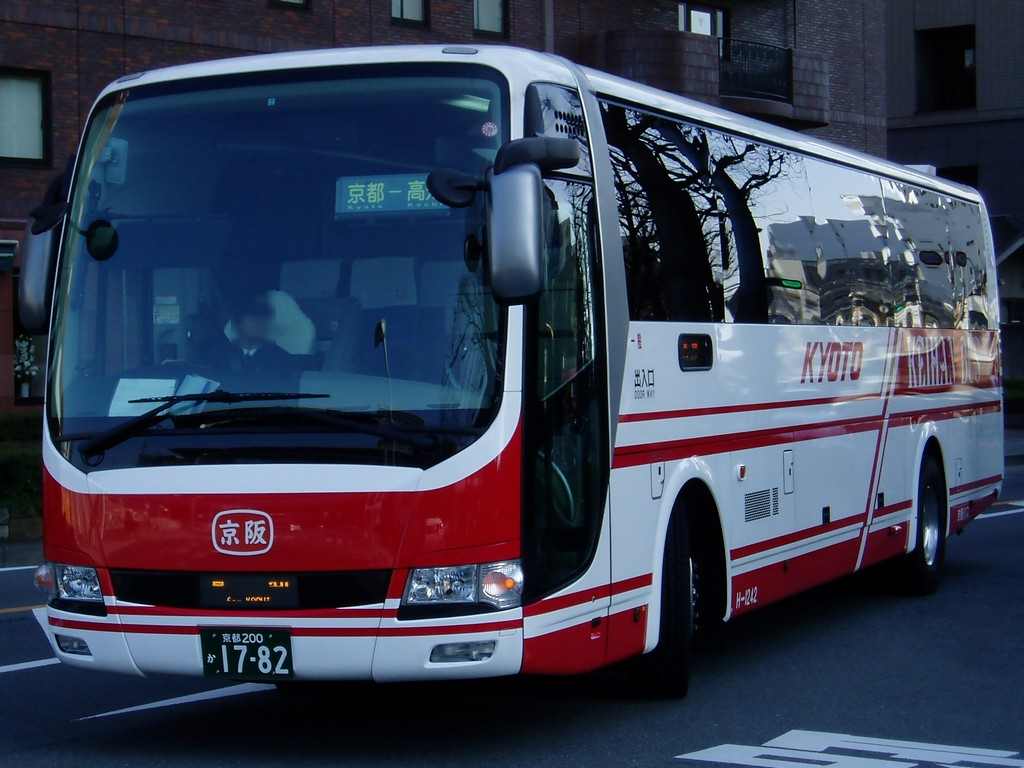
京都 - 高知線

営業区域上、大阪市内（淀屋橋駅、北浜駅、天満橋駅、京橋駅や、梅田、難波などのターミナル）から発着・経由する高速バスの路線はない。
〔 〕内は共同運行会社。京阪バス担当便は洛南営業所が運行。各路線記事も参照。
- 京都 - 米子 「米子エクスプレス京都号」 〔西日本JRバス、日本交通〕
- 京都 - 徳島 「阿波エクスプレス京都号」 〔西日本JRバス、徳島バス、JR四国バス、本四海峡バス〕
- 京都 - 高松 「高松エクスプレス京都号」 〔西日本JRバス、JR四国バス、四国高速バス〕
- 京都 - 土山 - 四日市 「京都 - 四日市・津・伊勢線」 〔三重交通〕
- 京都 - 名神高槻 - 有馬温泉「京都有馬線」 〔阪急観光バス〕[4]

### リムジンバス
詳細は各営業所の記事を参照。
- 関西空港アクセス・京都系統
  - 京都駅八条口 - 高速京田辺 - 関西空港（洛南） 一部出町柳駅、二条駅、三条京阪発着便もある。2010年3月25日より、第二京阪道路経由に変更した。
- 関西空港アクセス・枚方・寝屋川系統
  - 樟葉駅 - 枚方市駅（ラポール枚方前） - 寝屋川市駅 - 関西空港（枚方） 2010年3月25日より、第二京阪道路経由に変更した。
- 関西空港アクセス・守口・天満橋線系統
  - 守口市駅 - 天満橋駅 - 大阪ビジネスパーク ‐ 大阪城公園駅 - 関西空港（枚方）2020年4月1日より経路を大幅に変更して天満橋駅乗り入れ復活、大阪ビジネスパークと大阪城公園駅を通る代わりに、パナソニック前と大日駅を通らなくなった。

### 急行バス

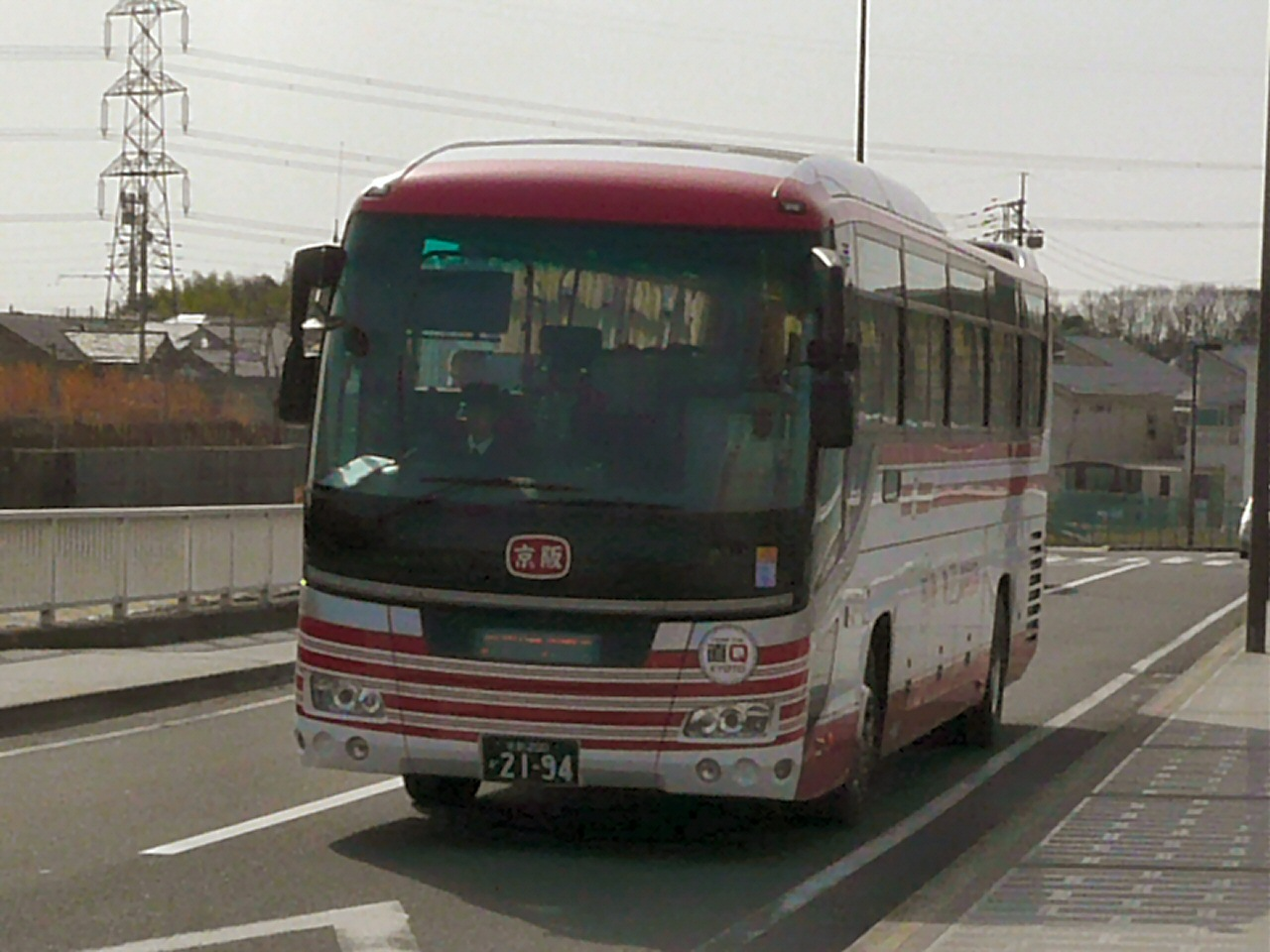
「ダイレクトエクスプレス直Q京都号」(H-3967)

- 京都 - 松井山手・長尾駅・田ノ口 「ダイレクトエクスプレス直Q京都号（京都松井山手線）」（京田辺・枚方）
- 京都 - 枚方・交野 - なんば・ホテル京阪ユニバーサルタワー「ダイレクトエクスプレス直Q京都号(京都交野なんば線)」(京田辺・枚方)
- 京都駅八条口 - 木津川台住宅 - 学研けいはんなプラザ「京都けいはんな線」 〔奈良交通と共同運行〕（洛南）

### 定期観光バス
過去にはびわ湖定期観光バスも設定されていたが、1980年代後半に統合され、現在は京都定期観光バスのコースの一部として運行。

### 高速・路線バス廃止路線・系統

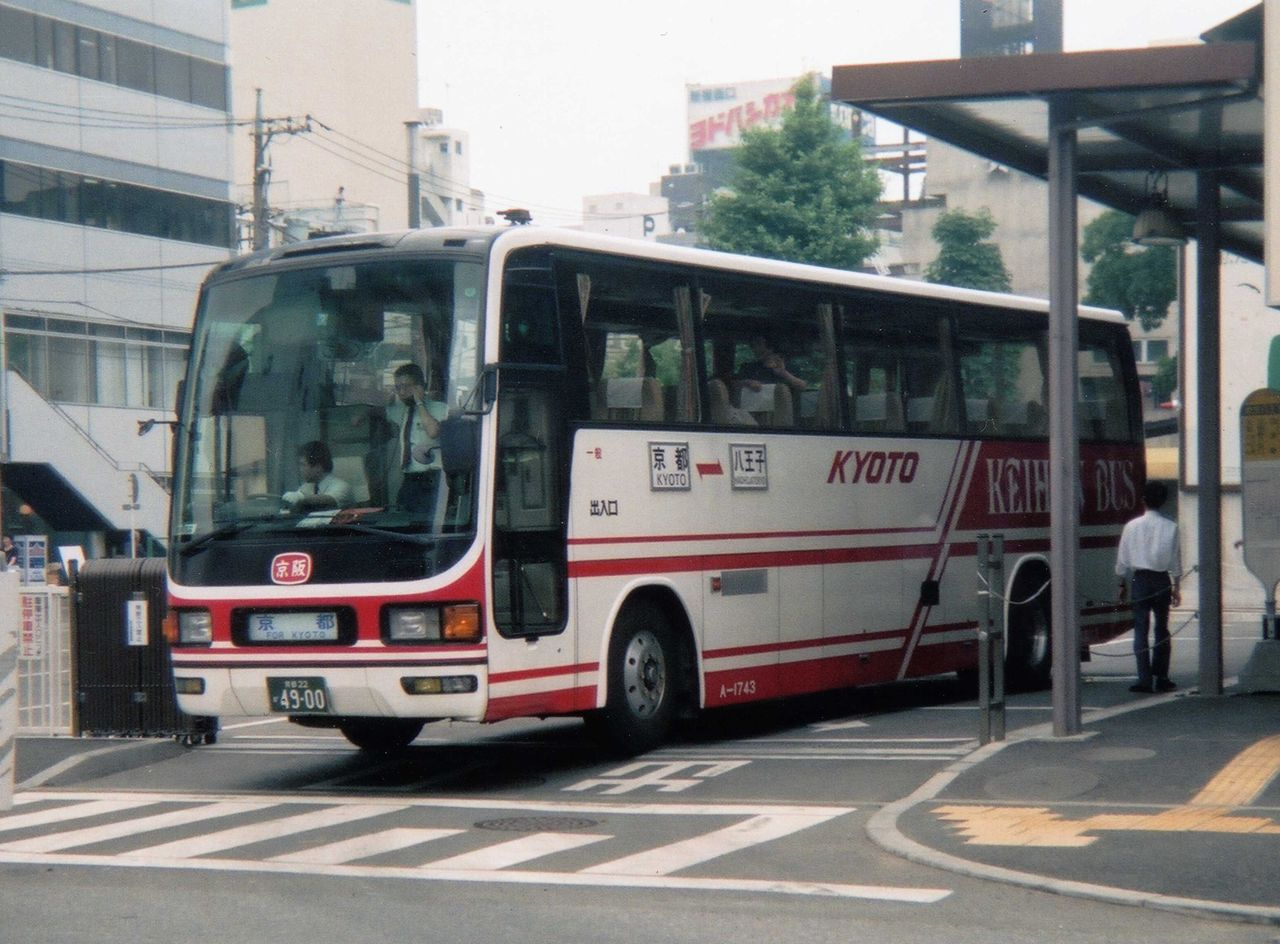
八王子線（運行開始当初の昼行便）

かつて京阪バスが運行していた夜行高速路線の愛称は、共同運行会社も含めて「きょうと号」として統一していた。
主要なもののみ記載。一般路線バスの廃止経路は各営業所記事を参照。
営業所については特記のない限り洛南が担当。
- USJ直通バス（京都線、樟葉・枚方線）
- 新大阪駅 - 守口市駅（新幹線シャトル守口号） 〔西日本JRバス〕
- 京都・枚方 - 小倉・福岡（きょうと号）〔西日本鉄道〕（ムーンライト号（阪急観光バス）の大阪発着便を京都延長による統合）
- 京都・枚方 - 長崎（きょうと号・ながさき号）〔長崎県交通局〕
- 京都 - 熊本（きょうと号）〔九州産業交通〕（サンライズ号（近鉄バス）の大阪発着便を京都延長による統合）
- 京都 - TDR・千葉線（京成バス→千葉中央バス単独運行化）
- 大津 - 伊丹空港線 〔大阪空港交通〕
- 竹田駅・中書島駅 - 伊丹空港線 〔大阪空港交通〕
- 京都 - 八王子（きょうと号） 〔多摩バス〕
- 宇治車庫 - 関西空港線（路線短縮により廃止）
- 京都 - 新和歌浦（京都（現・山科））
- 京阪急行線・京阪特急線（寝屋川）
- 京都 - 八日市線（八日市→京都（現・山科））
- 松井山手駅 - 枚方市駅（ラポール枚方前） - 伊丹空港
- 京都 - 金沢 （北陸ハイウェイバス） （西日本JRバス単独運行化）
- 吹田八尾線（JR吹田 - JR千里丘 - 守口・門真・八戸ノ里・八尾）
- 枚方・寝屋川 - 淡路・徳島 「あわひらかた号」 （高槻） 〔徳島バス〕
- 京都 - 高知線 （洛南）〔とさでん交通〕
  - 2016年9月30日 昼行便廃止。これにより京阪バスは運行から撤退し、とさでん交通の単独となり、以前から運行されていた名古屋〜高知線の夜行便に京都駅八条口が新設された。
- 京都 - 松江・出雲 「出雲エクスプレス京都号」 〔西日本JRバス、中国JRバス、一畑バス〕 夜行便あり
  - 2017年2月28日の運行を最後に撤退（一畑バスも）。翌3月1日から、西日本JRバス・中国JRバスのみで運行。
- 京都 - 高速京田辺  - 高野山奥の院前「京都高野山線」〔南海りんかんバス〕
  - 1日2往復。2019年9月20日 - 11月24日、2020年9月18日 - 11月30日の期間限定で毎日運行。
- 枚方・樟葉・京都 - 渋谷・新宿 「東京ミッドナイトエクスプレス京都号」 （枚方） 〔関東バス〕
  - 2020年の新型コロナウイルスの世界的感染拡大の影響により同年4月9日に運休となって以降、その後は多客時期等に限り運行再開するが、2022年6月1日に撤退。以降の運行再開時からは関東バスの単独運行となる。
- 枚方・JR高槻・高速長岡京 - JR亀岡駅北口「みつひでライナー」 （高槻）　
  - 1日2往復。2020年4月4日 - 12月6日の期間限定で毎日運行[5]。
  - 直通急行バスと同様に座席定員制。また、当路線のみ交通系ICカードが利用可能で、PiTaPaの利用額割引、ICOCA（スルッとKANSAI 特別割引用ICカード[6]、大阪市敬老優待乗車証および神戸市敬老優待乗車証・福祉乗車証を含む）のポイントサービス（要会員登録）の対象路線であった。
- 津田駅 - 高速京田辺 - 大阪空港（枚方）
  - 2020年の新型コロナウイルスの世界的感染拡大の影響により同年4月15日に運休となって以降、運行を再開することなく2024年1月1日をもって廃止[7]。2020年4月14日が事実上の最終運行日となり、実際に運行されたのは2019年10月1日 - 2020年4月14日の約6か月間のみであった。

## 歴史

### 創業期から終戦まで

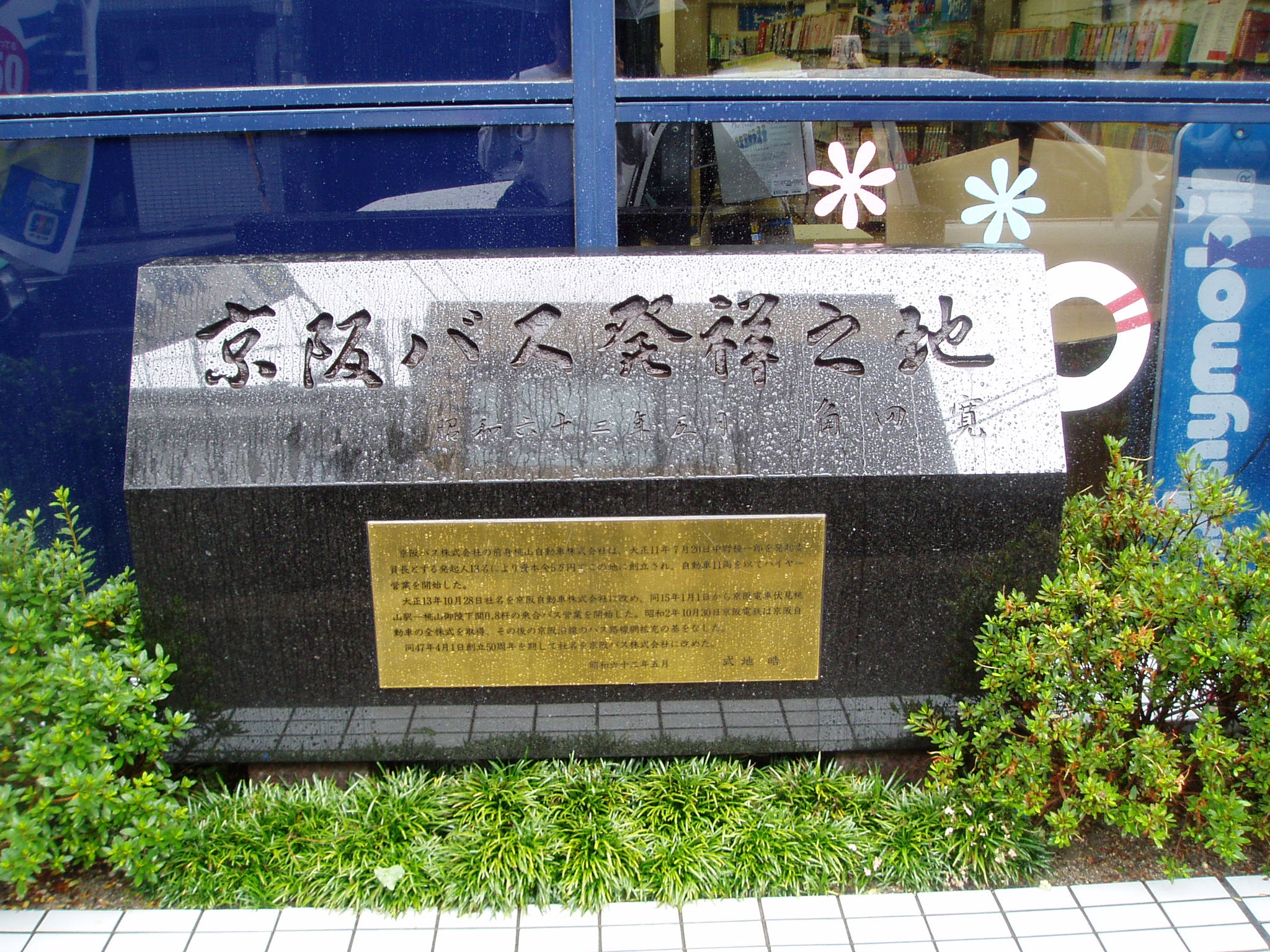
京阪バス発祥の地石碑（桃山京阪ビル下に設置）

京阪バスのルーツとなるのは、1922年7月20日に創業し、11台のハイヤーで営業を開始した桃山自動車であった。これは桃山御陵（明治天皇陵）への参拝客輸送を目的としたものであった。その後、京阪電気鉄道との連携を強め、1924年に京阪自動車と改称、1928年には京阪電気鉄道（京阪電鉄）の傘下に入ることになった。その後、1930年までに6路線の買収及び新設を行なった。一方、1928年には京津線沿線において、鉄道擁護という目的で、京阪電鉄により京津自動車が設立された。同社は山科自動車を合併した後の1930年6月に京阪自動車に合併されている。これより少し前の1930年2月には、琵琶湖航路を運行していた太湖汽船のバス部門を合併している。
一方、大阪府では1924年に設立された城北自動車商会が、1928年に枚方までエリアを拡大しており、さらに延長を計画していた。京阪電鉄はこれに対応すべく、1928年6月に城北自動車商会の全株式を取得、1930年には京阪自動車運輸が母体となって新京阪鉄道のバス部門を継承した上で、1930年9月に城北自動車商会と合併した。さらに、1931年4月1日に京阪自動車は京阪自動車運輸の事業を全て継承、滋賀県から大阪府までの京阪沿線一体を営業エリアとするバス事業者が成立したのである。
1929年には、1928年に設立され京都市内の遊覧バス事業を行なっていた、京都遊覧乗合自動車の営業権を譲り受けた上で、京都名所遊覧乗合自動車を設立した。これが京都定期観光バスの始まりで、当初は12人乗りの新型バス「シボレー」10台で営業を行なっていた。その後、順次コース内容の充実を図り、車両面でもマイク付展望車「スチュードベーカー」を1938年に導入するなど、積極的な展開を行なった。
しかし、戦時体制に入ると遊覧事業は燃料規制の対象となったことから、京都名所遊覧乗合自動車はコース改変の上、京都聖跡巡拝自動車に社名変更した。戦時下においても、戦勝祈願などについては認められたからである。しかし、これも長く続かず、1940年には遊覧バス休止の通牒があり、同年9月に京阪自動車に合併となった。
戦時中は他社と同様、営業状態は苦しい状況であった。1941年には全車両が代用燃料に切り替えられ、物資不足から稼動可能なバスの台数も減少し、1945年の終戦時点では、在籍116台のうち、稼動可能な車両は73台だけとなっていた。また、運転士が徴兵されたことから休職者も多く、運行キロは最盛期の8%程度しかなかった。

### 戦後の再建と高度成長期
終戦後の復興は容易ではなかったが、1946年2月に浜大津と京都三条大橋を結ぶ京津国道線の運行再開を皮切りに、車両修理を進めつつ運行を再開していった。燃料事情が好転した1947年以降は復興も本格化し、1948年には京都市内の定期遊覧バスも再開された。車両面でも大型化が進み、トレーラーバスも導入されたが、同社ではこのトレーラーバスも定期観光バスに投入していたことが特筆される。1950年にはほぼ戦前の状態に復旧したが、この際に現行のカラーリングが導入されている。
1951年には淀川右岸の路線を阪急バスに譲渡することになった。これは戦時統合後の再分社により京阪神急行電鉄から京阪電気鉄道が再度分離独立した際に、京阪自動車も京阪電気鉄道の傍系企業となったが、新京阪線はそのまま京阪神急行電鉄に残留することになったため、新京阪線沿線のバス事業についても京阪神急行電鉄の傍系企業として存続する阪急バスへ譲渡することになったもので、全路線の3割強にあたる路線が譲渡されることになった。
1960年代前半までは中距離路線への進出が目立ち、京都を拠点に大阪・今津・奈良・八日市・和歌山への路線を開設した。また、京都定期観光バスも1955年に京都市交通局と全面的に連携した事業形態となり、多数のコースが設定された。
しかし、この時期は他社との競合も激しくなった時期で、サービスアップのための経営努力は結果として大きな負担となった。人件費の増大を招いた一方で運賃は据え置きとされたことから、1962年以降は赤字が増大することになったため、1965年から会社再建のために生産性の向上が図られた。貸切バス部門については大幅に縮小され、1968年までには特殊用途の10台を残すのみで京阪自動車本体での貸切バス営業は行わないことになり、京都地区の京阪貸切バスは京阪国際観光自動車にほぼ一本化されることになった。また、路線バスについてもワンマン化や路線再編成などを行なったほか、定期観光バス部門と一体運営するべく営業所の統合を行った。定期観光・路線兼用車もこの時に登場している。
これらの経営努力に加え、京阪電鉄からの支援もあり、1970年までに会社再建の目途も立ってきた。

### 大阪万博（1970年）以降
1970年の日本万国博覧会（大阪万博）では、会場までのシャトルバス運行を担当、これは創業以来の輸送人員と収益を計上、経営状態は大きく好転した。京阪自動車は1972年4月1日付で社名を京阪バスに変更した。
1970年以降、京阪電鉄沿線のベッドタウン化により、住宅団地が次々と建設され、京阪バスと京阪宇治交通は積極的に団地路線の新設を行なった。その後も、京阪電鉄沿線のフィーダー輸送の役割を果たしていくことになる。なお、1988年には高速バス事業に、1994年にはリムジンバス事業に参入している。また、京都府南部の路線については1999年に京阪シティバスとして分社化した。
2000年代に入ると、京阪グループ内全体での事業再編成が行なわれた。まず1999年には京阪宇治交通宇治営業所の事業を京阪宇治交サービスに譲渡、2002年に京阪宇治交通の子会社として設立された京阪宇治バスが、2003年に京阪宇治交サービスのバス事業を引き継いだ。さらに、2004年には京阪バスシステムズが統括会社として設立され、2006年には京阪宇治交通は分離子会社の京阪宇治交通田辺も含めて京阪バスに合併となった。ただし、京阪宇治バスと当時存在していた京阪宇治交サービスとの合併は行わなかった。
2014年4月に京阪宇治バスが京阪シティバスを吸収合併する形で統合し、社名を京都京阪バスに改称した。

### 年表

#### 京阪バス
- 1922年（大正11年）7月20日：桃山自動車株式会社として設立。当時はハイヤー輸送のみ。
- 1924年（大正13年）10月28日：京阪自動車株式会社に商号変更。
- 1926年（大正15年）1月1日：伏見桃山 - 桃山下間において乗合自動車の運行開始。
  - なお、1922年（大正11年）頃に旧・南郷自動車商会（京津自動車株式会社と合併し、後に京阪自動車と合併・全て当時の名称）により南郷 - 鹿跳橋が開業されており、この路線が京阪バス最古の路線とされている。
  - 旧・京阪宇治交通からの引継路線を含めると、1922年10月開業の岩山 - 宇治間の内の岩山 - 現在の多賀口付近である（この路線は京阪宇治バスに再譲渡）。
- 1927年（昭和2年）
  - 2月1日：京阪電鉄が77パーセントの株式を取得し、経営権を取得する。
  - 4月18日：京都遊覧乗合自動車が営業を開始する。
- 1928年（昭和3年）4月15日：京阪電鉄が京都遊覧乗合自動車を買収し、京都名所遊覧乗合自動車を設立し、営業を開始する。
- 1929年（昭和4年）
  - 6月1日：京津自動車商会と合併。
  - 9月15日：京阪電鉄が新京阪鉄道を合併し、京阪自動車が同社の京都府下の自動車事業を継承する。
- 1930年（昭和5年）4月1日：京阪運輸自動車を合併する。
- 1934年（昭和9年）
  - 1月30日：大津近郊遊覧乗合自動車の営業を開始する。
  - 12月1日：河内乗合自動車を合併する。
- 1937年（昭和12年）1月1日：京都乗合自動車を合併。
- 1939年（昭和14年）
  - 9月16日：大津近郊遊覧乗合自動車の営業を休止する。
  - 9月30日：京都名所遊覧乗合自動車が社名変更し、京都聖蹟巡拝自動車の不定期乗合自動車を休止する。
- 1940年（昭和15年）1月1日：京都聖蹟巡拝自動車を合併。
- 1942年（昭和17年）7月15日：本社を現在の京都タワーが建つ京都駅前に移転する。
- 1945年（昭和20年）8月12日：本社を四条大宮に移転する。
- 1949年（昭和24年）10月13日：京都市内定期観光バスの営業を再開。
- 1950年（昭和25年）7月31日：阪急バスと新京阪線沿線のバス路線、施設を譲渡する契約を調印する。実施は、1951年6月1日付。
- 1955年（昭和30年）11月10日：京都定期観光バスについて、京都市交通局との共同運行を開始する。
- 1960年（昭和35年）
  - 10月18日：寝屋川営業所を新設（事実上の守口営業所の移転）。
  - 12月30日：香里団地線において、ワンマンバスの運行を開始する。
- 1961年（昭和36年）9月26日：香里団地支所を新設。
- 1963年（昭和38年）4月20日：大津営業所が追分より大津市民病院隣接地に移転。
- 1964年（昭和39年）1月20日：高槻支所を高槻市辻子（現在の南辻子バス停付近）に新設。
- 1966年（昭和41年）6月13日：枚方営業所が禁野より現在地の出屋敷西町に移転。
- 1967年（昭和42年）10月20日：京都営業所（現・山科営業所）が三条京阪より現在地の大宅に移転。
- 1968年（昭和43年）6月9日：門真支所を新設。
- 1972年（昭和47年）4月1日：京阪バス株式会社に商号変更。
- 1975年（昭和50年）9月19日：高槻支所が辻子より現在地の竹の内町に移転。
- 1976年（昭和51年）9月30日：一般乗合路線のワンマン化率100%を達成。
- 1976年（昭和51年）11月10日：京都市域共通回数券の制度開始に伴い、それに参加[9]。
- 1978年（昭和53年）
  - 4月1日：交野営業所を新設する。
  - 5月2日：上鳥羽車庫を上鳥羽より竹田北部に移転拡張。同時に洛南営業所を統合。
- 1980年（昭和55年）4月7日：八日市車庫を廃止。
- 1981年（昭和56年）10月4日：浜大津バスターミナルの供用を開始。
- 1983年（昭和58年）4月1日：京都市内において京都市域敬老乗車証の取扱を開始。
- 1985年（昭和60年）1月8日：全車冷房化の達成。
- 1987年（昭和62年）6月4日：洛南営業所を京都運輸支局付近に移転。
- 1988年（昭和63年）
  - 5月6日：本店を京都市中京区壬生賀陽御所町1番地から現在地に移転。
  - 8月30日：初の高速バス路線となる京都金沢線の開業。
    - なお、京阪バスでは高速バスとして位置づけられていないものの、過去には[いつ?]名神高速道路経由で京阪特急線や京都八日市線も運行されていた。
- 1991年（平成3年）3月27日：四条大宮本社跡に「京阪バス四条大宮ビル」竣工、4月1日同ビルに栄泉不動産「アークホテル京都」が出店。
- 1993年（平成5年）6月16日：大津営業所、現在の石山寺4丁目に2度目の移転。
- 1994年（平成6年）9月4日：関西国際空港開港によりリムジンバス路線に進出。同日初のリムジンバス路線として京阪守口市駅、京都駅八条口より関西空港までの路線が開業。
- 1997年（平成9年）10月11日：京都市営地下鉄東西線開業に伴い、京都市営バス醍醐営業所が廃止になる。同営業所の路線の大半は山科営業所に引き継ぎ、京都市の敬老乗車証と福祉乗車証が使用可能になる。
- 1998年（平成10年）：ラッピングバス運行開始。
- 1999年（平成11年）4月1日：環境定期券制度が導入される。
- 2001年（平成13年）3月24日：京都市交通局横大路営業所の4路線について、業務管理の受託を開始する[9]。なお、整理管理業務は阪急バスにする。
- 2004年（平成16年）4月1日：株式移転の方式により株式会社京阪バスシステムズが設立され、完全子会社となる。
- 2006年（平成18年）4月1日：京阪宇治交通と京阪宇治交通田辺を吸収合併。
- 2007年（平成19年）10月1日：高槻営業所管内の路線でPiTaPa（ICOCA）を導入。同日大型および中型車でのノンステップバスとワンステップバスに限り、ベビーカー乗車が条件付きで可能となる。
- 2008年（平成20年）5月10日：田辺営業所を移転。京田辺営業所に改称。
- 2010年（平成22年）3月1日：PiTaPa（ICOCA）を大阪地区全エリアに拡大。登録型割引地区プラン開始。地区定期券の各地区がPiTaPa登録型割引地区プランに合わせたものに変更・新設。
- 2011年（平成23年）3月1日：PiTaPa（ICOCA）を、山科営業所と大津営業所の両営業所管内へ導入した。これにより、同社の全路線バスでPiTaPa（ICOCA）の利用が可能になった。あわせて両営業所管内にも、登録型割引地区プランが導入された。
- 2015年（平成27年）4月1日：京阪バス及び京阪京都交通の全ての一般路線バス及び直通急行バスにバスロケーションシステムの設置完了。
- 2017年（平成29年）
  - 4月1日：ICOCAによる、バス乗車ポイント制度を開始。また、バス車内でPiTaPaまたはICOCAを利用する乗客向けに「京阪バスIC 1dayチケット」を販売開始。
  - 9月30日：同日をもって京阪グループ共通バスカードおよび京阪バス1dayチケット（磁気カード。大阪版、京都・大津版とも）の販売を終了。
- 2018年（平成30年）1月31日：同日をもって京阪グループバスカード、京阪バス1dayチケット（磁気カード。大阪版、京都・大津版とも）およびスルッとKANSAI共通カードの利用を終了（2017年4月1日から阪急電鉄、阪神電気鉄道、能勢電鉄および北大阪急行電鉄で販売されている阪急 阪神 能勢 北急レールウェイカードを含む）。
- 2021年（令和3年）6月3日：高槻営業所が所有していた大塚車庫を廃止。
- 2022年（令和4年）3月31日：香里団地営業所閉鎖。管轄路線を交野営業所へ移管。
- 2024年（令和6年）7月1日：組織改正に伴い京田辺・高槻・門真・寝屋川の各支所を（正式な）営業所に変更。

#### 旧・京阪シティバス
- 1998年（平成10年）11月9日：設立。公式略称は「KCB」(Keihan City Bus)であった。
- 1999年（平成11年）4月1日：運行を開始する。
- 2007年（平成19年）7月：初の新車（中型長尺車ノンステップバス仕様）が導入され、運用を開始。
- 2014年（平成26年）4月1日：京阪宇治バスが京阪シティバスを合併し、京都京阪バスに改称。

#### 旧・京阪宇治交通
- 1922年（大正11年）10月1日：宇治田原自動車商会として設立。後に宇治田原自動車株式会社に改組。
- 1959年（昭和34年）6月25日：京阪グループ入り。社名を現在の京阪宇治交通株式会社に変更する。
- 1962年（昭和37年）7月11日：宇治営業所が移転開業する。
- 1967年（昭和42年）：ワンマンバスの運行を開始する。宇治淀線などが京阪バスより移管される。
- 1969年（昭和44年）：大阪府枚方市楠葉地区に路線を開設する。八幡田辺線が京阪バスより移管される。
- 1971年（昭和46年）：男山営業所開設までの暫定施設であるくずは営業所を新設する。
- 1974年（昭和49年）
  - 2月22日：創業以来の宇治田原営業所を廃止する。
  - 5月20日：男山営業所を新設する（5月27日運用開始）。同日くずは営業所を廃止する。
- 1980年（昭和55年）7月17日：旅行業その他を業務とする子会社「京阪宇治交サービス株式会社」を設立する。
- 1989年（平成元年）：田辺支所を新設する。
- 1998年（平成10年）9月20日：静岡県・岐阜県・富山県以西の西日本地区では初めて「環境定期券制度」の取扱いを開始する。
- 1999年（平成11年）1月11日：宇治営業所の路線バス（関西空港リムジンバスを除く）と貸切バス、特定バス業務を京阪宇治交サービス株式会社に譲渡する。
- 2002年（平成14年）5月11日：田辺営業所の一部系統を新会社「京阪宇治交通田辺株式会社」に譲渡する。
- 2003年（平成15年）4月1日：京阪宇治交サービスのバス事業を京阪宇治交通の系列会社「京阪宇治バス株式会社」に譲渡する。
- 2006年（平成18年）3月31日：京阪宇治交通田辺と共に、合併により会社解散。

#### 旧・京阪宇治交通田辺
- 2002年（平成14年）2月8日：旧・京阪宇治交通の子会社として京都府京田辺市に設立。
- 2002年（平成14年）5月11日：旧・京阪宇治交通田辺営業所の一部路線を引き継いで営業開始。
- 2006年（平成18年）3月31日：京阪宇治交通と共に合併により会社解散。

## 運賃・乗車券類

### 一般路線運賃
大阪府や京都府の市街地や短距離路線は、地区定期券（紙券）制度に準拠する形になっており、同一地区（地帯）内乗り切りは基本的に250円（2024年12月1日から）となっている。隣接地区（地帯）をまたぐ路線の場合、隣接する地区（地帯）との重複区間の最初の停留所で整理券発行が行われ、隣接する地区を通しで乗車すると280円となる。他社局との競合区間では競合他社局に運賃を合わせる。
運賃表示器が幕式を導入した1980年代、大阪府下の路線に場合、乗り切りの場合「只今の運賃は大人何円小児何円」と表示し、隣接する地域に越境する場合では「整理券をお持ちのかたは何円小児何円、整理券無しの方は大人何円小児何円」という表示をしていた。
距離制運賃の場合は各マス毎に運賃表示を行っていた。

### 定期券

#### 地区定期券
地区内であれば、一定区間が乗降自由になる。このほか、大阪府域に限り、ワイド定期券も発売しており、全地区の路線全線が利用可能。

### 企画乗車券
京阪バスIC1dayチケット
出典：
ICOCA・PiTaPaで発売当日限りで利用可能。大人650円・小児330円で一部を除く京阪バス全路線が一日乗り降り自由。
対象外となる交通機関は以下の路線。
- ダイレクトエクスプレス直Q京都号
- 京都けいはんな線
- 立命館大学BKC線
- 四條畷市コミュニティバス
- 京都競馬場線
- 京都比叡山線
- 京都比叡平線（2020年12月7日より）
- 高速バス、空港リムジンバス、定期観光バス
- 京阪京都交通、京都京阪バス、江若交通、他社バス・京阪電車等の鉄道

### 共通乗車制度
大津地区では、当社と江若交通の下記の区間で定期券が相互利用可能となっている。
- 京阪バス
  - 25：びわこ浜大津駅〜大津駅〜松ヶ枝町
  - 66A：近江神宮前〜大津京駅〜びわこ浜大津駅〜松ヶ枝町
- 江若交通
  - 102・103・125：際川〜大津駅
    - 但し、江若交通の昼間割引回数券は土休日の取扱ができない。

### 福祉優待制度
京都市が発行する敬老乗車証・福祉乗車証は伏見・山科・醍醐地区に限り利用可能となっている。

### 福祉割引制度
- 身体障害者・知的障害者・精神障害者への割引を導入しており、普通運賃は5割引、定期運賃は3割引が適用される。
- 介護人は、当社が認める場合に限り、適用される。
- この他、スルッとKANSAI発行で第一種障害者を対象とする「特別割引用ICカード」も利用可能。

## 特記事項

### 営業所の呼称について

#### 「支所」と名乗る営業所の取り扱いについて
現在は、公式サイトならびに公式刊行物において全営業所について「営業所」としているが、香里団地・高槻・寝屋川・門真の各営業所はかつては「支所」と名乗っていっていたほか、旧・田辺営業所についても旧・京阪宇治交通時代には旅客には「営業所」と称していたが、書類上では「支所」と届出ていた。
これは、これらの営業所には独自に庶務係・運輸係・整備係（この3つをまとめて「営業所機能」と称す）が存在せず、枚方（香里団地・高槻）・交野（寝屋川・門真）の各営業所がこれらの業務を担当していたためである。
営業所への呼称の変更については、当初は2002年頃に開設された公式サイト上での『営業所の紹介』 でなされていた。ただ、この時期については同時期（同年8月に発行、7月2日現在のものとして）に発行された社史「世紀を超えて」において、これらの営業所が『支所』とされているほか、大津営業所は山科営業所の支所（『大津支所』）として、香里団地営業所は交野営業所の支所ということで変更がなされている。
これ以外にも、車内路線図などには『支所』の呼称が用いられ、2003年9月刊行の京阪時刻表にも『支所』の呼称が用いられているほか、各営業所の銘板については、2006年10月までに、田辺営業所を含めて「支所」を名乗っていた営業所については『支所』と書かれた銘板が掲げられていることが確認されていたほか、京阪バスの公式サイトでの田辺営業所の年末年始の定期券発売所案内に「田辺支所」の呼称が用いられていた。
2007年7月2日に更新された公式サイト上における 『運輸安全マネジメントに関する取組みについて』（PDFファイル）の中の『業務組織図（2007年7月2日現在とされているもの）』においては、受託の営業所を含めてすべての営業所を4つのグループに分けた結果、上記に挙げた『支所』と呼ばれた営業所の他にも、横大路営業所については洛南営業所の支所（横大路支所）と位置づけられていた。なお、業務組織の変更は2007年4月に実施された。この時、京阪バスで不採算路線を最も多く抱えている田辺は、京阪宇治バスに運行を委託するようになった。他社委託営業所のうち、大津、京田辺は一部のみ京阪バスの乗務員および運行管理担当者も所属している。
なお、2006年刊行の京阪時刻表については、『営業所』の呼称が用いられているほか、京阪バス公式サイト上での運賃表や経路表などについては、全営業所について「営業所」の呼称を用いている。
その後、田辺営業所は2008年5月10日の移転に伴い「京田辺営業所」に改称するとともに、銘板も「営業所」名義に変更されたほか、年末年始の定期券発売所案内でも「京田辺営業所」と記載されるようになっている。
本項ではすべての営業所について、京阪バスの営業所機能については便宜上、京阪バスの「営業所」の呼称を用いることで統一する。

#### 「車庫」について
京阪バスでは、社史などにおいて厳密に「営業所」と「車庫」を区別している（これは上記の「支所」と呼ばれた営業所についても同様である）。
一例として車庫を併設している枚方営業所の場合、その開設に関する記事について「枚方営業所・車庫」と記述されている。これはかつて京都営業所（初代・現在の三条京阪案内所）など配備車両を持たない営業所が存在したり、上鳥羽車庫のように乗車券の販売などができる建物を保有しない車庫が存在したためである。
公式刊行物には記載されていないため通称となるが、かつて高槻営業所には営業所の中の車庫の他に営業所からおよそ100mほど東側の国道170号の大塚交差点付近に「大塚車庫」と呼ばれる車庫スペースが存在しており、このスペースについては高槻営業所の敷地として取り扱われていた（2021年に廃止）。
大津・男山・枚方・交野・寝屋川・門真の各営業所の最寄の停留所の名称はそれぞれ「車庫」（門真は「車庫前」。寝屋川は「車庫前」であったが後に「車庫」に改称。枚方は1994年7月10日以降は高速バスおよび後に設定された急行バスのみ発着している）となっている。なお「車庫」と称する場所は現存しない。
これについても本項および営業所における記述においては、営業所に併設している車庫について営業所の敷地内にある一節として取り扱うものとする。

## 車両

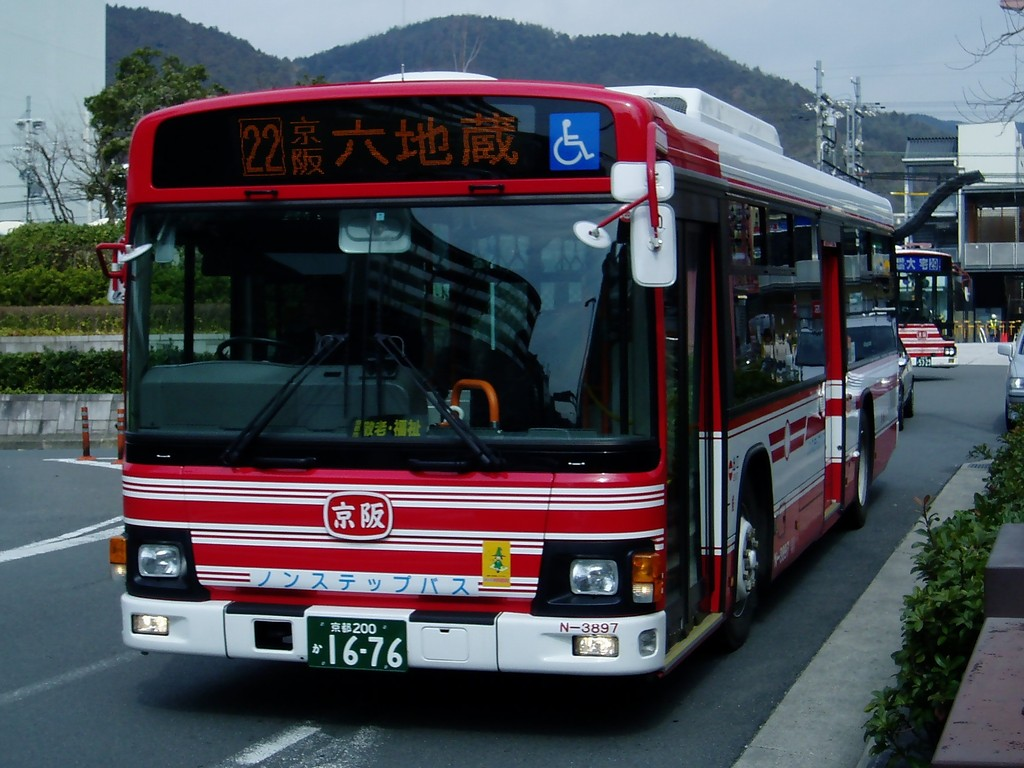
京阪バス車両（山科所属時代。この車両は男山に転属。山科駅前で撮影）

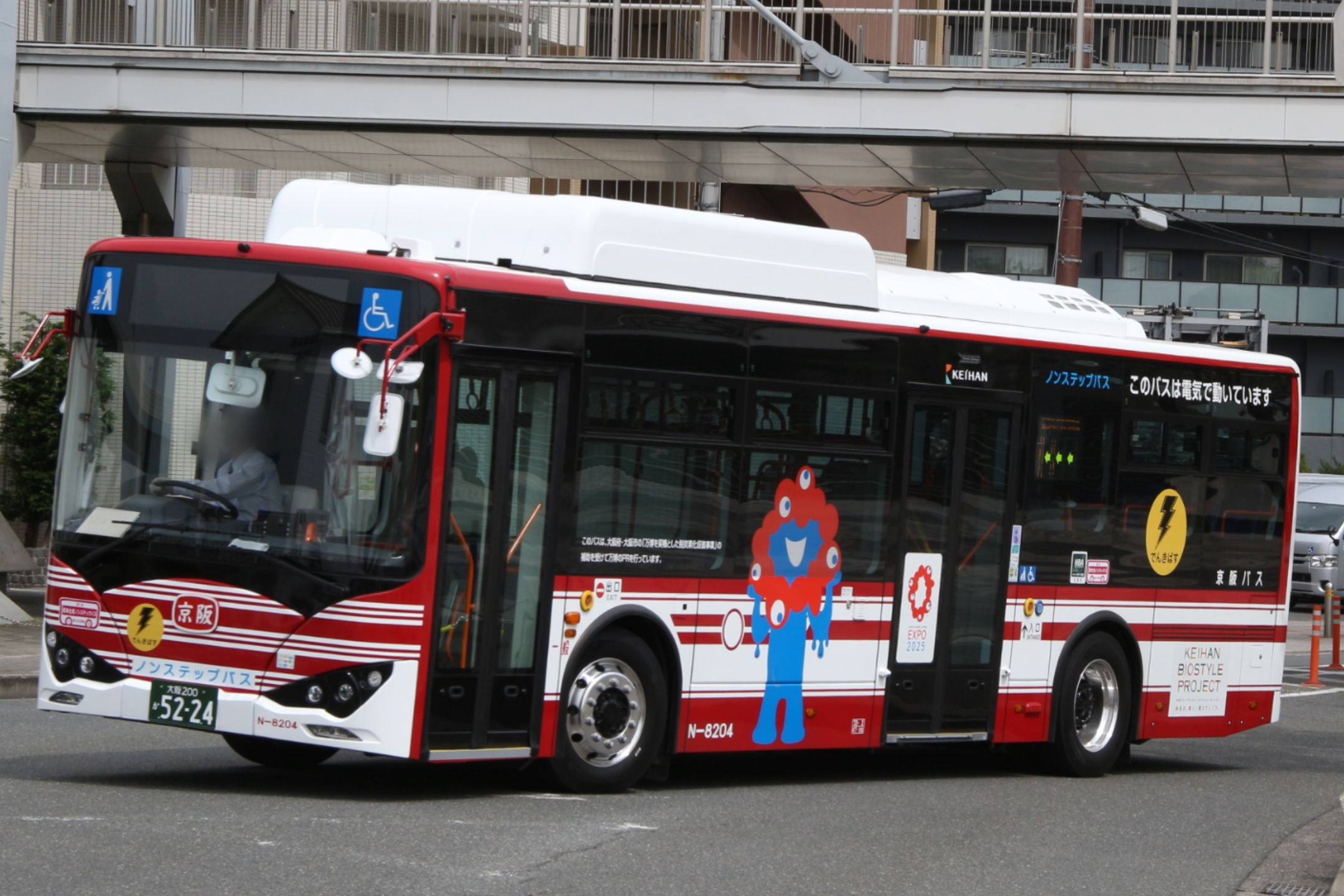
大型電気バス（BYD・K8）地下鉄門真南駅前にて撮影

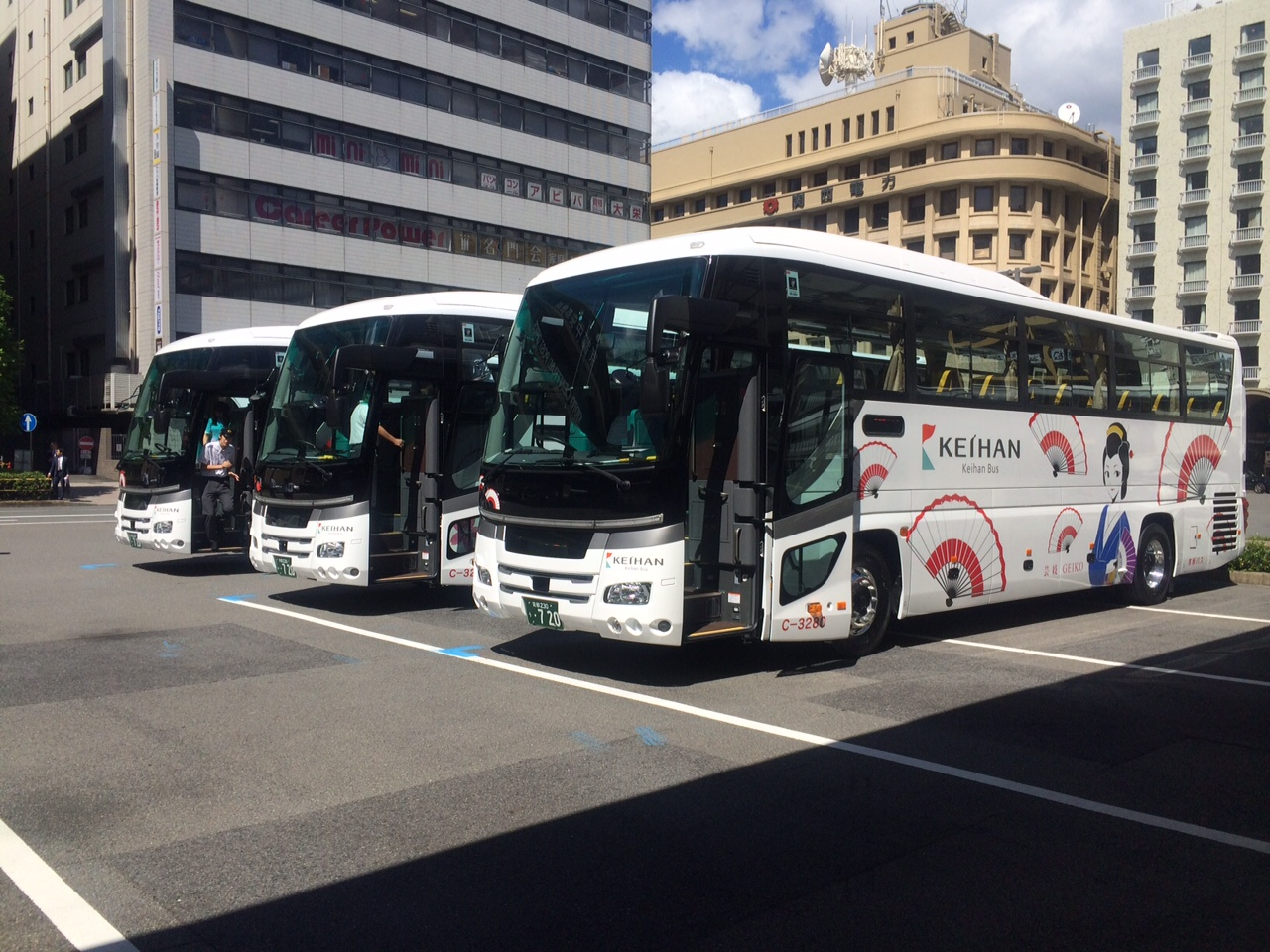
京都定期観光バス用新デザイン塗装車（日野・セレガ）

日野自動車、三菱ふそうトラック・バス、UDトラックス（旧・日産ディーゼル）、いすゞ自動車、BYD製が在籍する。基本的には、長らく枚方を境に北側の京都・滋賀地区および高槻に三菱ふそう車、枚方に三菱ふそうと日野の両社が、南側の大阪府下に日野車が配属される形であったが、1980年代中期より交野や門真に一部三菱ふそう車の新造配置がされていたこともあった。その後1990年代後半以降は山科に日野車や交野に三菱ふそう車を新造配置するなどし、2000年代よりこの原則自体が無くなった。
日産ディーゼル車は旧・京阪宇治交通車両に多かったが、京阪宇治バス→京都京阪バスへの移籍や経年による廃車で急激に数を減らし、最後まで寝屋川営業所に残っていたW-5003も京都京阪バスへの移籍により日産ディーゼル車は京阪バスから消滅した。
いすゞ車は2000年代までは旧・京阪宇治交通からの引継車のみであったが、2010年11月に、京阪バスでは枚方営業所に最後まで所属していたボンネットバス車両の廃車以来、純然たる京阪バス車両としては長らく在籍していなかった同社製の導入再開第1号として、高槻営業所にいすゞ車が2台（N-6200とN-6201、いずれもエルガのLKG-LV234N3）導入され、以後も増備続いている。なお、2019年に洛南営業所に導入されたN-6291がいすゞ車の導入再開100台目となったため、これを記念して京滋いすゞ自動車より京阪バスに感謝状とN-6291の模型が進呈され、このうち後者の模型は京阪バス本社1階の路線バス・急行バス十条駅停留所バス待合室兼チラシ配布スペース内のショーケースにて展示されている。
一方、三菱ふそう車は、リコール隠し問題を受け、2009年度からしばらく導入を途絶えていたが、2013年に大津営業所にエアロスターのQKG-MP37FMが納入され、2015年度にも山科営業所にQKG-MP35FKMのワンステップ車が4台導入された。この他にも高速仕様車であるHタイプの一部にエアロエースを導入している。
京都地区の路線車については、比叡山への路線に使用されるための高出力仕様車も配属されている。
リムジンバス、定期観光バス、高速バスは、長らく三菱ふそう車と日野車の併用であり、2012年末には2階建バス（三菱ふそう・エアロキング）置き換え用として、日野セレガハイブリッドが3両導入された。その後2018年にはリムジンバス用に初めていすゞも導入され（いすゞ・ガーラHD）、同年以降は三菱ふそう車・日野車・いすゞ車の併用となっている。
2021年12月、梅小路と七条を結ぶステーションループバスに、BYD製小型電気バスを導入し、日本で初めて一路線全車両を電気自動車での運行に切り替えている。将来的には所有車両全てを電気バスに切り替える計画であるとしている。

### 廃車車両の譲渡等
京阪バスでの役目を終えた車両は、京阪グループ各バス会社のみならず、日本全国の地方事業者に譲渡されている。同社は神奈川中央交通・西武バスとともに古くから全国の地方事業者に廃車車両を供給している。
グループに自動車の整備のケーテー自動車工業があり、同社を経由して地方事業者に京阪バスの中古車両が販売されている。関西でも特に、旧・京阪宇治交通とともに使用年数が短かったため、特に前-後方式の扉配置を好む事業者には比較的多く譲渡されている。京阪バスの中古車は沖縄バス・群馬バス・群馬中央バス・富山地方鉄道・諏訪バス・備北バス・南海電鉄バス・いわさきバスネットワークなどに、旧・京阪宇治交通の車両は羽後交通・川中島バス・因の島運輸などに譲渡された例もある。
また、最近は自動車NOx・PM法や大阪府流入車規制の影響で大阪府下に配備できなくなる車両が転属されることが多い。
中古車の供給は1990年代後半頃の車両耐用年数見直し（約10年での代替から約15年程度使用に方針変更）により鈍化しているが、現在でも幅広い事業者に譲渡されている。
2008年、京阪バスは初の中古車を京阪京都交通より1台(H-3905)購入した。これは、同社が運行していた京都 - 広島・徳山線が廃止されたため同車が余剰となったことから、高速バス用に購入したものである。同時に、3列シートから4列シートに改造され、京都 - 四日市線で運行されていたが京都 - 伊勢線の京阪バス運行撤退により京都 - 伊勢線用の三菱ふそうエアロエースが転用されたために予備車になった後に廃車された。
2013年には、京都定期観光バスで使用されていた三菱ふそう・エアロキング（U-MU525TA改）がはとバスに譲渡され、「オー・ソラ・ミオ」に改造された。

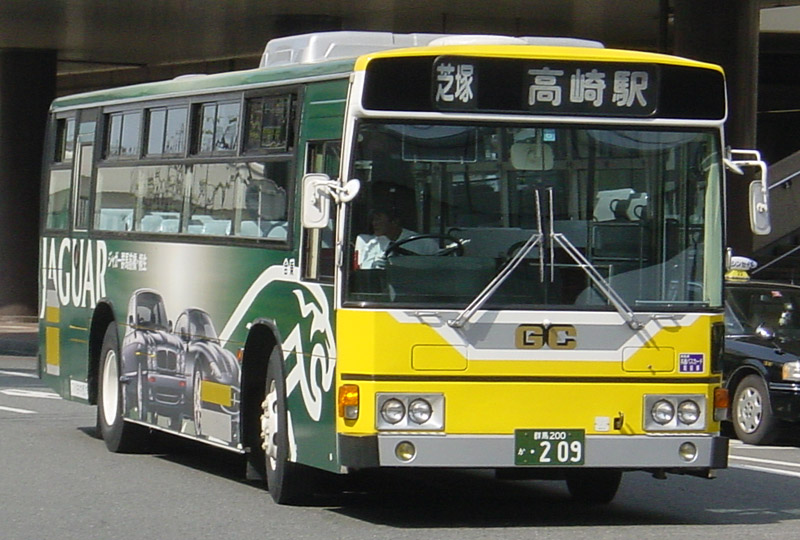
群馬中央バスへ譲渡された車両
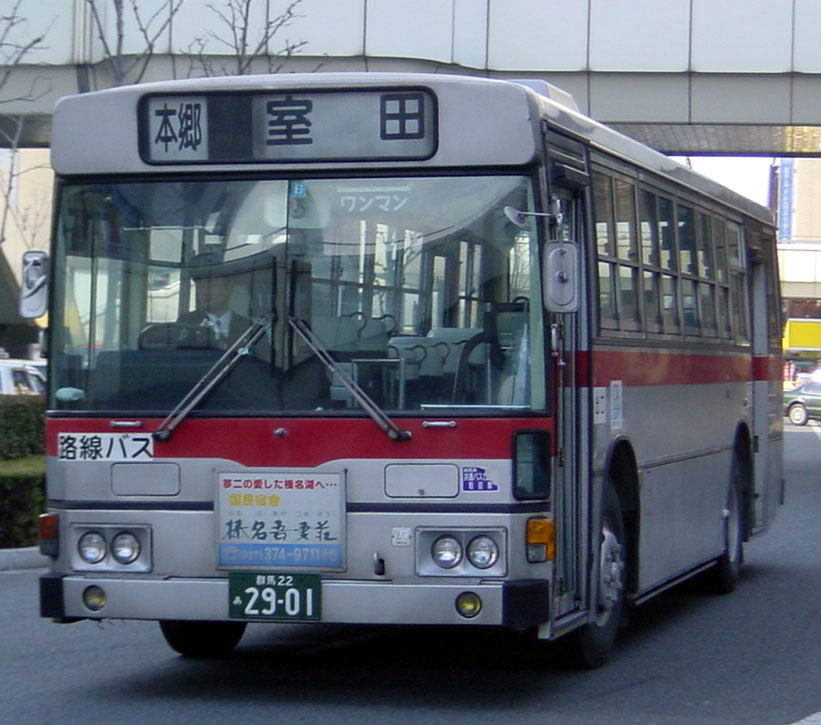
群馬バスへ譲渡された車両
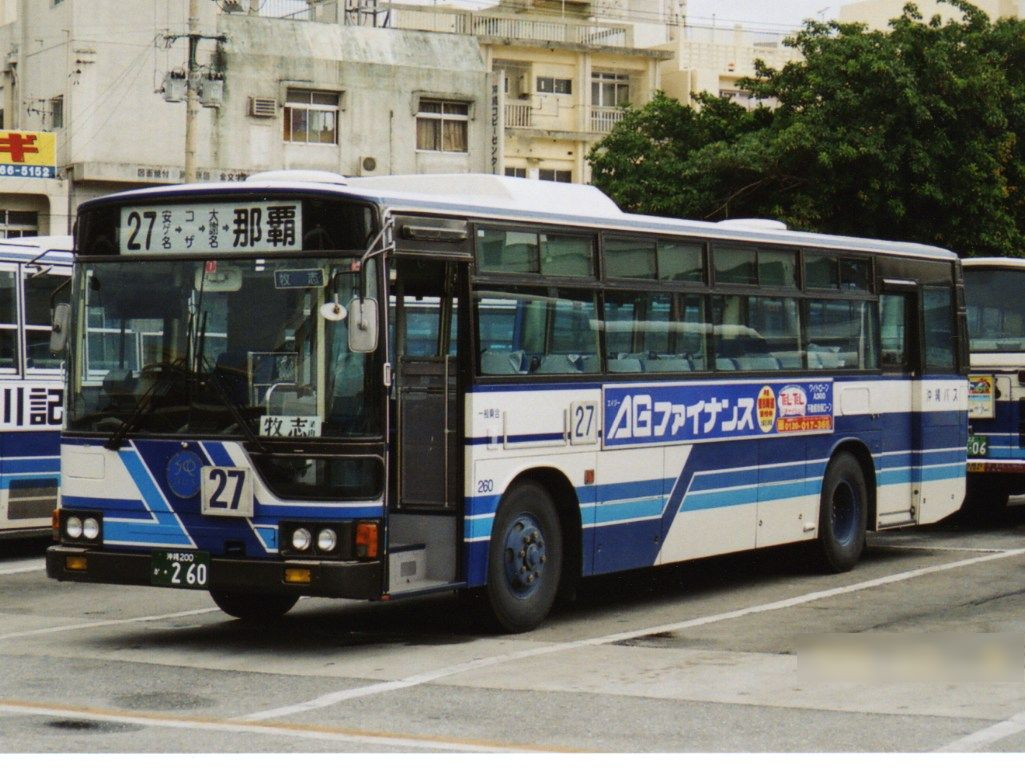
沖縄バスへ譲渡された車両
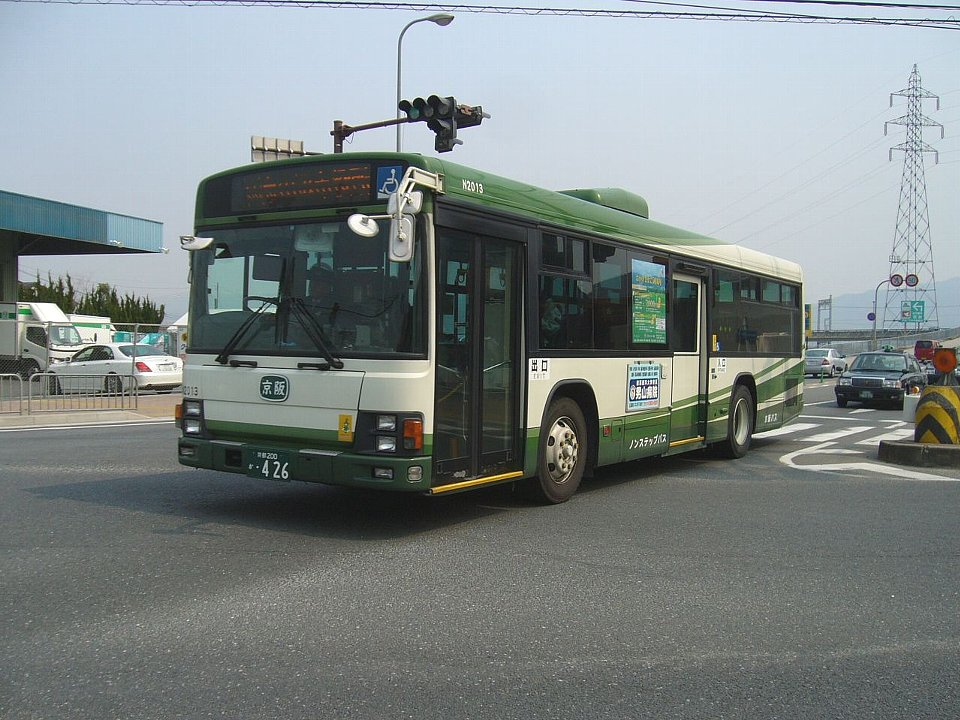
旧京阪宇治交通で購入。京阪宇治バスに再度譲渡されノンステップ車両の京阪バス所属
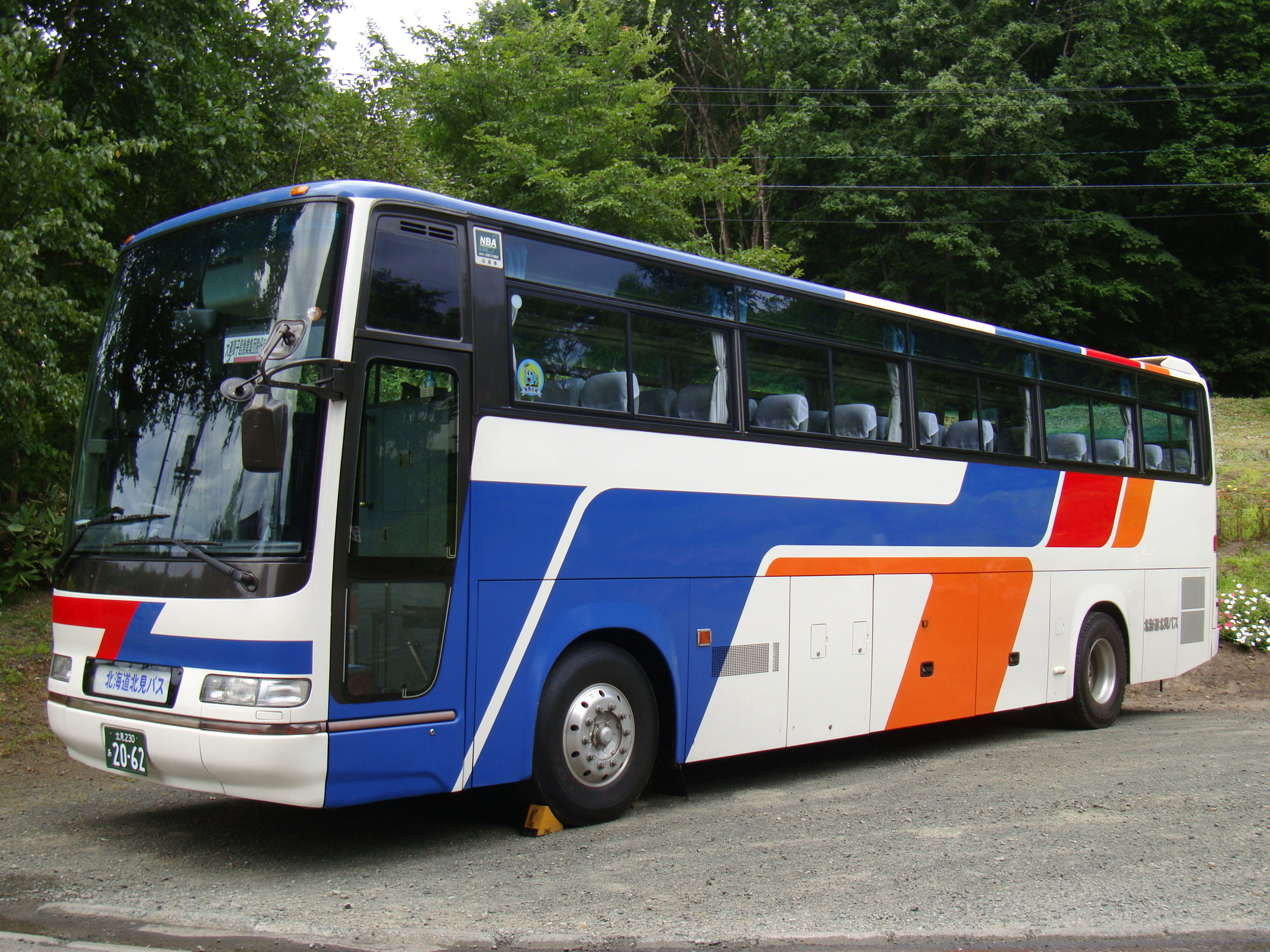
北海道北見バスへ譲渡された貸切車両

### 車番について
京阪バスの車両には、1台ごとに車番と呼ばれる番号が付与されている。現在の車番は1976年に改定されたものであり（それまでは数字のみ）、アルファベット1文字-4桁の数字で構成される。
- アルファベットは用途を表す。
  - A：大型・中型路線（ツーステップ。2010年代後半に消滅）および小型ワゴン車（2019年に2台導入）
  - B：大型路線および大型・中型特定輸送専属車・ハイバックシート車（ワンステップおよびノンステップ。全席二人掛けで補助椅子の設置されているものがある。なお、下述のBタイプ・共通車とは意味が異なり、定期観光バスに使用されることはない）
  - C：大型・中型・小型定期観光・貸切専属車および小型特定輸送用（幼稚園バスはこれに付番されている）
  - E：小型路線（ツーステップ・リフト付。現在は全車廃車）
  - F：小型路線（ノンステップ）
  - H：リムジン・高速・急行専属車および共通車
  - L：WB間隔6.0mの大型路線（ノンステップ）
  - N：大型・中型長尺および中型路線（ノンステップ）
  - S：中型短尺路線（ワンステップ。現在は全車廃車で制定のみ）
  - U：旧・京阪宇治交通および旧・京阪宇治交通田辺引継車。現在は全車廃車。
  - W：大型・中型路線（ワンステップ・スロープ付。ただしBタイプに該当するものを除く）
- なお、細分化される1995年頃までは次のとおりであった。
  - A：一般路線車（これには参入当時の高速バスおよび同じく参入当時のリムジンバスも含まれていた）
  - B：共通車（一般路線・定期観光兼用車でメトロ窓ならびに定期観光バス用に準じたロマンスシートが採用されていた。ワンロマタイプの車両である。ただし現在は共通車の投入は廃止した）
  - C：定期観光および貸切専用車

ただし、Cタイプと同じ仕様であっても特定輸送専属車についてはAタイプとされる。
貸切として使用されるバスは、B・Cタイプの使用が多いが、H・W・Nタイプが使用される場合もある。また、Hタイプのバスのうちリムジンバスおよび一部の昼行路線向けの車両については、運用や配置の都合によりCタイプに変わるものもある（逆の場合もある）。
- 数字の千位はメーカーを表す。
  - 1：三菱ふそう車（ダブルデッカーを除く）
  - 3：日野車（ダブルデッカーを除く）
  - 5：日産ディーゼル（当時、現「UDトラックス」）車（ダブルデッカーを除く）
  - 6：いすゞ車
  - 8：BYD車（電気バスのみ）
  - 9：ダブルデッカーまたはその他のメーカー（現在はトヨタ車のみ）
- 数字の百位はサイズを表す。
  - 0〜1：中型（短尺・長尺を含む）・小型・ワゴン車
  - 2〜9：大型（長尺を含む）

なお、かつていすゞ製のボンネットバスにC-5002との番号が与えられていた。5000番台が日産ディーゼル製になったのは1999年に入りS-5001・5002が導入された時期である。2010年11月には旧・京阪宇治交通移籍車を除くと京阪バスとして数十年ぶりにいすゞ車が高槻に導入されたが、その際には6000番台が与えられた（N-6200・6201）。
また、旧・京阪宇治交通・旧・京阪宇治交通田辺からの移籍車両の車両番号は、両社の番号を引き継いでいたが、2012年4月に京阪バスの社番に変更された（例：旧N2006→U3237に変更）。
百単位の番号がそれぞれのサイズ別で最後の番号（中・小型であれば199、大型であれば999）に達した場合は、再び最初の番号（中・小型は000、大型は200）に戻ることになっている。一例として三菱ふそう製の大型車については、W-1999号車（大津）導入後にW-1200号車（高槻）を導入している。ただし、2019年時点ではX-3000とX-8000およびX-9000が欠番となっている。

## その他
- 1982年7月に発売された「60周年記念乗車券」には、2001年の1年間有効の優待乗車券（乗車1回限り有効・区間は制限なし、ただし定期観光バスは除外）が含まれていた。発売から有効開始までが19年という異例の乗車券であった。なお、発売当時想定されていなかった高速バス路線は、利用対象から除外された（乗車券画像の外部リンク ）。
- SUNQパスを京都駅八条口案内所と枚方市駅北口案内所で発売している。また京阪バス1dayチケットも京都市内版と大阪版を発売している。
- かつて北海道中央バス/道南バスが京阪バスと相当類似した塗装の時期があった。これは塗装を提案した外国人デザイナーが両者共に同一人物であったことによるものである（アメリカ合衆国のグレイハウンド社のデザイン）。
- 京阪バスや京阪シティバスでは系統番号の正式名称を「運行経路番号」と呼び、系統番号の呼称を「XX号経路」としている。
- 男山営業所、枚方営業所（一部交野営業所、京田辺営業所を含む）管内を対象に、ひらかた環境ネットワーク会議（NPO法人）によるバス利用促進運動を展開している。
- 京阪バスのロール式の場合の方向幕は通常、白地に青色の文字で行先等が書かれている（ただし旧・京阪宇治交通車両を除く）が、京都の山科営業所管内の車両に関しては、それとは逆の「青地に白色の文字」で表記されている。これは上記の1997（平成9）年10月12日の京都市営地下鉄東西線開通に伴う路線再編時から実施されている。京都市営バスの方向幕も同日に、「白地に黒色の文字」から「紫地に白色の文字」に表記が変更された。さらにこの日から京阪バス山科管内で一部を除き京都市の敬老福祉乗車証が使用可能となり、それが使えることを示す為、バス車両フロント部分には、「京都市敬老・福祉」の札が掲げられ、入口扉横の側面方向幕にはその旨の表示がされるようになった。
- 京阪バスは女性運転手を日本のバス事業者で初めて1986年に正式に採用した。
- 山科所属車両の1台に「ウサライダー」のラッピングが後部にされているものもあった。またかつてウサライダー公式HPでオープニングアニメーションが公開されていたが、このオープニングは京阪バスも協力し、テロップにも「協力:京阪バス」と書かれていたが、ウサライダー自体の打ち切りにより現在は公開を停止した。
- 『響け!ユーフォニアム2』においては、「取材協力」として作中での貸切バスのデザインは京阪バスのデザインがそのまま採用されている。
- LED式の方向幕のみではあるが、京阪バスでは世界で初めてターミナル停留所での発車時刻を幕に表示させる技術を実施した（ただし、2012年に現行のバスロケーションシステムを開始する際の配布チラシのその記述では「世界初」となっていたが、2018年配布開始の京阪グループバスナビでのそのでは「全国初」との齟齬がある）。なお、この時刻表示は2018年より高槻市交通部でも世界で2番目に実施している。
- 関連会社に京阪国際観光自動車があった（1998年6月に解散）。2004年以降の関連会社については京阪バスシステムズを参照。